# ペドロ・ラウレンス
ペドロ・ラウレンス (Pedro Laurenz, 1902年10月10日 - 1972年7月7日）は、アルゼンチン出身の、タンゴの作曲家およびバンドネオン奏者。

## 生涯
最初はバイオリンを習い、15歳のときバンドネオンを始める。バンドネオンで才能を見せ、エドガルド・ドナートが在籍しているルイス・カサノバ楽団でデビューする。エドゥアルド・アローラス楽団にも在籍していたことがある。1925年に在籍していたフリオ・デ・カロ楽団で、バンドネオン奏者で有名なペドロ・マフィアから第一バンドネオン奏者の役割を引き継ぐ。1934年、ペドロ・ラウレンス楽団を設立する。
1935年に有名なタンゴ「デ・プーロ・グアポ」を作曲し、タンゴの黄金期に名を馳せた。
1960年に、オラシオ・サルガンが結成したキンテート・レアルでバンドネオン奏者として活躍する。ただ、代表のサルガンやエレキギター奏者のウルバルド・デ・リオに比べれば、地味な存在だったとされる。
キンテート・レアル時代、3度の日本公演を行なった。

## 作曲した作品
- デ・プーロ・グアポ De puro guapo
- マラ・フンタ  Mala junta